# علي بارتوفي
علي بارتوفي (بالإنجليزية:Ali Partovi) هو رائد أعمال إيراني/أمريكي ومستثمر ملاك. وهو معروف بأنه مؤسس مساعد في مواقع كود دوت أو آر جي، وآي لايك، ولينك إكستجينج، ومستشار سابق في خدمة دروبوكس، ومروج مبكر لدفع عند الضغط. وهو حالياً عضو في مجلس إدارة فود كوربس.